# Guillermo Zarur
Guillermo Zarur (20 de julho de 1932 - 8 de agosto de 2011) foi um ator de televisão mexicano. Sua carreira durou mais de 54 anos, com participações em diversas telenovelas. Dentre as muitas telenovelas que atuou, estão Tú o nadie de 1985, Sortilégio de 2009 e Teresa de 2010.
Ele morreu de insuficiência cardíaca e renal em 8 de agosto de 2011, aos 79 anos de idade.